# Talassogeno
In astronomia, un talassogeno  (in inglese, thalassogen) è una sostanza in grado di formare oceani planetari. Le sostanze talassogene non sono necessariamente adatte alla vita; tuttavia, la maggior parte dell'interesse per questa categoria di sostanze si registra nell'ambito dell'astrobiologia, nella ricerca e nello studio di possibili forme di vita extraterrestre.
Il termine è stato coniato nel 1970 dal biochimico e scrittore statunitense Isaac Asimov nel suo saggio The Thalassogens, successivamente pubblicato all'interno della sua raccolta The Left Hand of the Electron, nel 1972.
Alcune caratteristiche che i talassogeni devono possedere sono la relativa abbondanza, la stabilità chimica all'interno del proprio ambiente e l'essere allo stato liquido nelle condizioni presenti su alcuni pianeti. Alla luce di queste considerazioni, l'astronomo Robert A. Freitas ha elaborato la seguente tabella:
| Possibile talassogeno | Punto di fusione (K) | Punto di ebollizione (K) | Intervallo di liquidità (K) | Temperatura critica (K) | Pressione critica (atm) |
| --------------------- | -------------------- | ------------------------ | --------------------------- | ----------------------- | ----------------------- |
| Elio                  | 0,95 (a 26 atm)      | 4,55                     | 3,6                         | 5,3                     | 2,26                    |
| Idrogeno              | 14,0                 | 20,6                     | 6,6                         | 33,2                    | 12,8                    |
| Neon                  | 24,5                 | 27,2                     | 2,7                         | 44,4                    | 26,9                    |
| Ossigeno              | 54,8                 | 90,2                     | 35,4                        | 154,7                   | 50,1                    |
| Azoto                 | 63,3                 | 77,4                     | 14,1                        | 126                     | 33,5                    |
| Monossido di carbonio | 68,2                 | 83,2                     | 15,0                        | 133,6                   | 35,5                    |
| Metano                | 90,7                 | 111,7                    | 21,0                        | 191                     | 45,8                    |
| Solfuro di carbonio   | 162,4                | 319,5                    | 157,1                       | 546,2                   | 78                      |
| Acido solfidrico      | 187,7                | 212,5                    | 24,8                        | 373,5                   | 89                      |
| Ammoniaca             | 195,4                | 239,8                    | 44,4                        | 405,5                   | 112,5                   |
| Anidride solforosa    | 200,5                | 263,2                    | 62,7                        | 430,3                   | 77,7                    |
| Anidride carbonica    | 216,6 (a 5,2 atm)    | 304,3 (a 72,8 atm)       | (< 87,7)                    | 304,3                   | 72,8                    |
| Cianogeno             | 245,2                | 252,2                    | 7,0                         | 399,7                   |                         |
| Acido cianidrico      | 259,8                | 298,8                    | 39,0                        | 456,6                   | 48,9                    |
| Diossido di azoto     | 262,0                | 294,4                    | 32,4                        | 430,9                   | 100                     |
| Acqua                 | 273,1                | 373,1                    | 100,0                       | 647,2                   | 217,7                   |
| Zolfo                 | 386,0                | 717,8                    | 331,8                       | 1 311                   | 116                     |

Temperatura e pressione critica rappresentano il punto dove non vi è più distinzione tra gas e liquido, un possibile limite per lo sviluppo della vita, nonostante il tema della vita all'interno dei fluidi supercritici sia stato trattato nella scienza e nella letteratura, come nel romanzo di Hal Clement Close to Critical.
In seguito, altri studiosi hanno proposto altre sostanze come possibili talassogeni, come l'acido solforico, l'etano e soluzioni di acqua e ammoniaca. La scoperta della possibile presenza di oceani sotto la superficie di lune, per esempio Europa, ha inoltre ampliato la gamma dei possibili ambienti in cui un talassogeno può formare oceani.